# Тоёукэ бимэ
Тоёукэ бимэ (яп. トヨウケビメ Тоёукэ бимэ) — богиня сельского хозяйства и промышленности, дарующая еду, одежду и кров. Первоначально почиталась в регионе Тамба и полторы тысячи лет назад была призвана оттуда, дабы снабжать главное божество синтоизма, Аматэрасу, продовольствием. Ныне почитается во внешнем святилище храма Исэ.
В период Камакура император Японии утратил свою власть. Вместе с этим прекратилось и государственное финансирование храма Исэ. Дабы привлечь частных спонсоров, священники внешнего храма были вынуждены принять меры по поднятию статуса своего божества, на тот момент бывшего простой кухаркой при Аматэрасу. В трактовке священников Тоёукэ успела побыть дочкой Аматэрасу, одним из сопровождающих основателя императорского рода Ниниги и божеством воды, рожденным Идзанаги и Идзанами. Результатом всех этих изысканий стало учение ватараи синто. Данное учение утверждало, что Аматэрасу, Тоёукэ и будда Дайнити имеют один дух. Также утверждалось что Тоёукэ является первым божеством, появившимся после разделения неба и земли, Амэ-но Минакануси. Таким образом, она становилась главнее Аматэрасу. Более того, один из основных трудов ватараи синто именовал Тоёукэ не только императорским божеством Кодайдзин, но и Сияющей с Небес — Аматэрасу. Таким образом, слово «Аматэрасу» из имени собственного превращалось в простой титул. Правомочность титула объяснялась тем, что Тоёукэ — богиня Луны, Аматэрасу — богиня Солнца, и они с равной яркостью светят в небесах. Наконец, в уста «настоящей» Аматэрасу были вложены слова о том, что, прежде чем почитать её, следует почтить святилище Тоёукэ. Новое учение достигло своего расцвета в XIV веке, однако в XV веке, в условиях эпохи сражающихся княжеств, пришло в упадок вместе с храмом Исэ.